# Dacia Logan II
Pour l’article homonyme, voir Dacia Logan.
La Dacia Logan II est une automobile d'entrée de gamme produite depuis 2012 par le constructeur automobile roumain Dacia et conçue par le groupe Renault. En dehors d'Europe, cette berline qui succède à la Logan I et à la Symbol II est vendue par le constructeur français Renault.
C'est la version 4 portes de la Dacia Sandero II.

## Présentation
La Logan de deuxième génération (code projet en interne : L52) est dévoilée lors du Mondial de l'automobile de Paris en septembre 2012.
La Sandero II et la Logan II partagent de nombreux éléments (planche de bord, face avant, moteurs, feux et poignées de portes).

### Phase 2
Elle est restylée lors du Mondial de l'automobile de Paris 2016. Elle reçoit une nouvelle calandre et une nouvelle signature lumineuse inspirée du Dacia Duster, de nouvelles jantes autrefois proposées uniquement sur la Sandero Stepway, un tout nouveau moteur 75 ch essence d'entrée de gamme, des boutons de lève-vitres électriques sur les portières et un nouveau volant 4 branches avec le klaxon. Le prix reste inchangé sur la finition de base mais augmente de 100 euros sur les finitions Ambiance et Lauréate. Elle est vendue sous la marque Dacia en Europe et sous la marque Renault sur la plupart des autres marchés.

## Logan II MCV

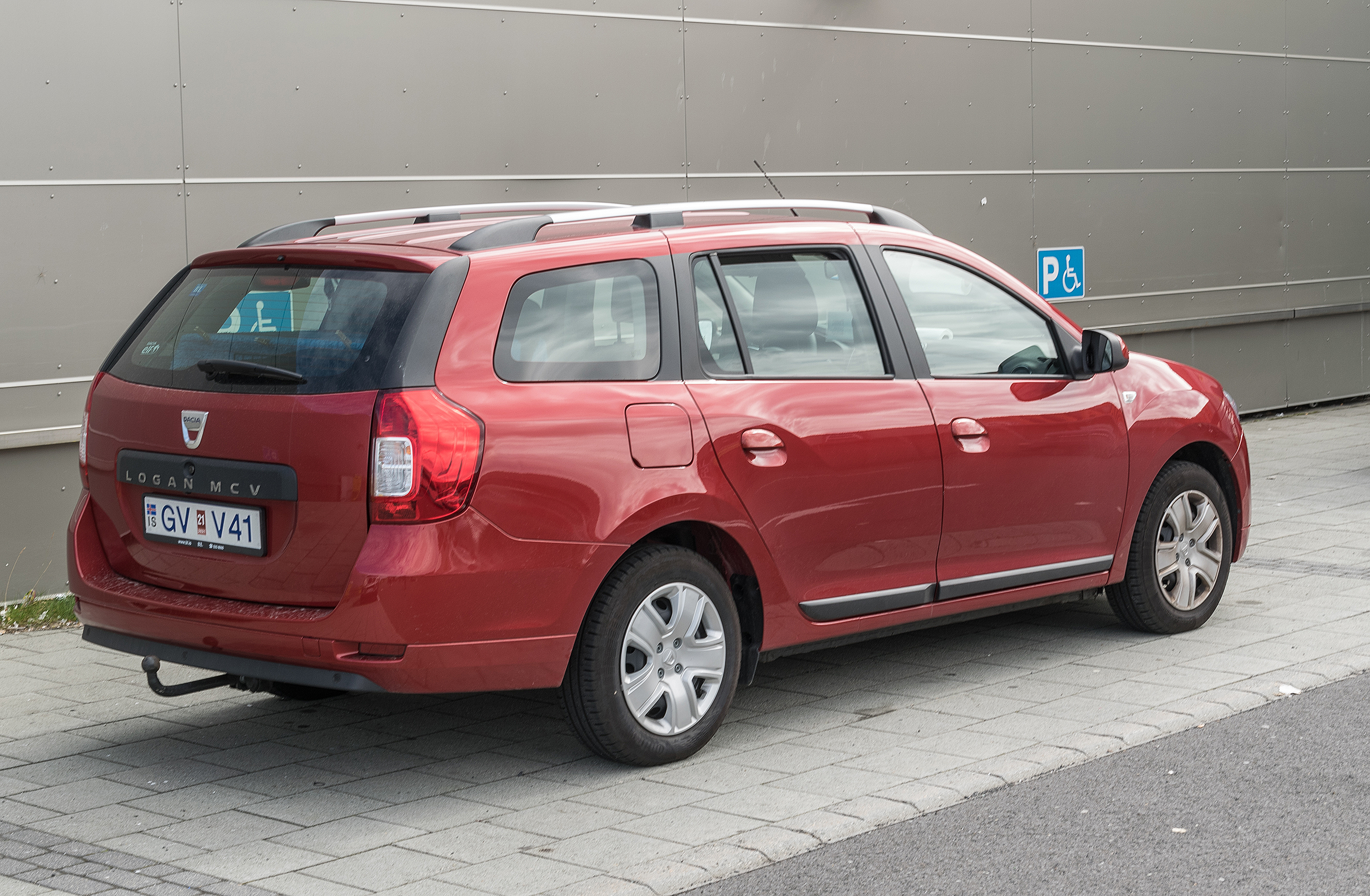
Dacia Logan II MCV

La Logan II MCV (code projet en interne : K52) est commercialisée le 2 juillet 2013. Elle dérive de la Dacia Logan II et se présente maintenant comme un break plus classique que la première génération puisqu'il dispose d'un hayon. Le coffre annonce 573 dm3. Elle perd sa troisième banquette et donc ses 7 places pour ne pas concurrencer le Lodgy, ainsi que ses portes arrière battantes réparties en largeurs deux tiers/un tiers, lesquelles sont toujours utilisées pour le ludospace Dokker.
Elle bénéficie elle aussi du restylage en 2016. Le 29 septembre 2016, en option, elle est commercialisée avec la boîte de vitesses Easy-R sur les modèles TCe 90 et DCi 90.
Au salon de Genève 2017, la Logan MCV est déclinée en version baroudeuse Stepway.
La Logan II MCV est remplacée par la Dacia Jogger en 2021.

## Dacia ou Renault

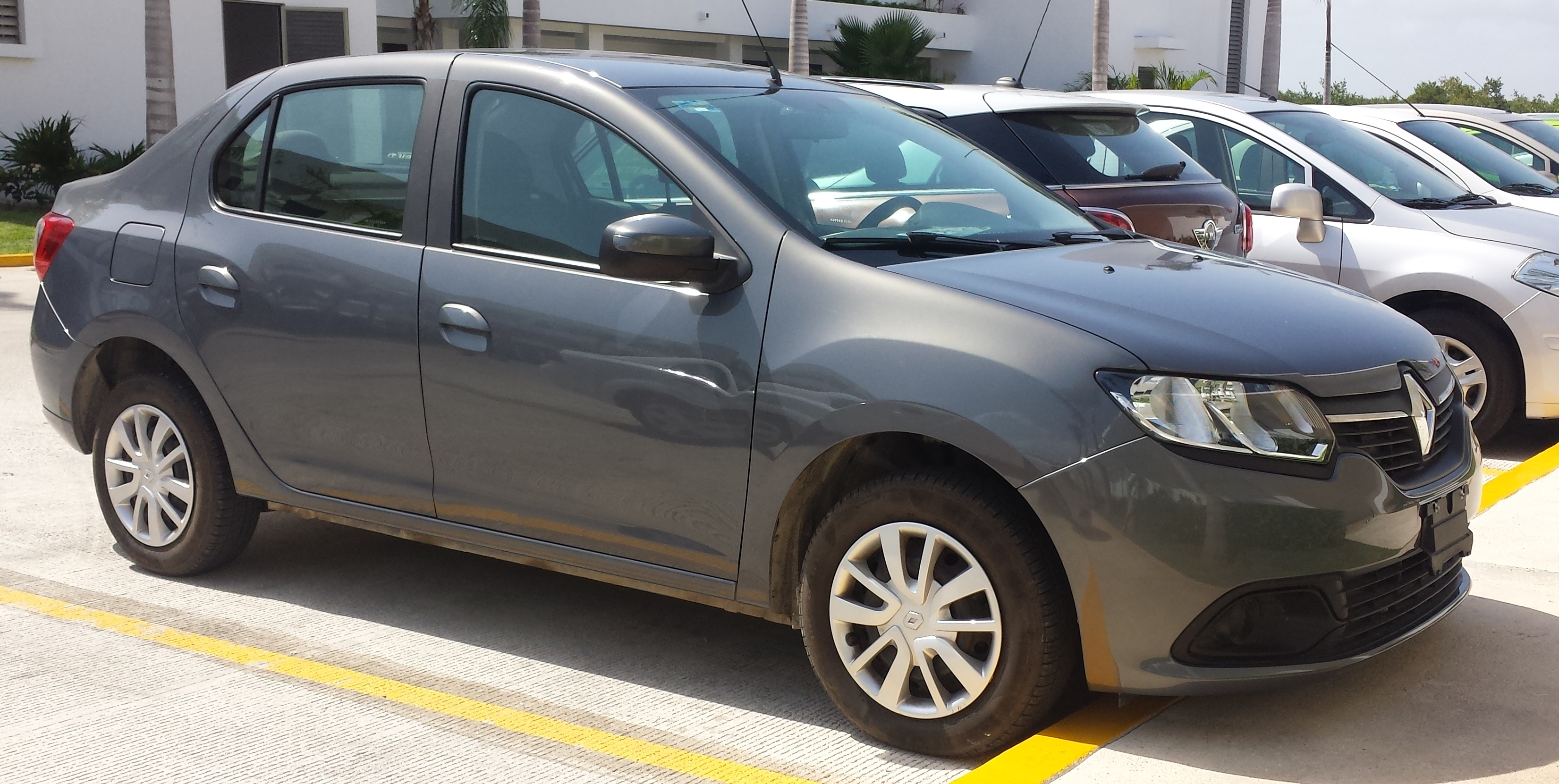
Renault Logan

Distribuée en dehors de l'Europe sous la marque Renault avec un positionnement haut de gamme, elle est vendue en Europe comme une voiture low cost sous la marque Dacia. En définitive, la Logan est davantage commercialisée sous la marque Renault que sous celle de Dacia.

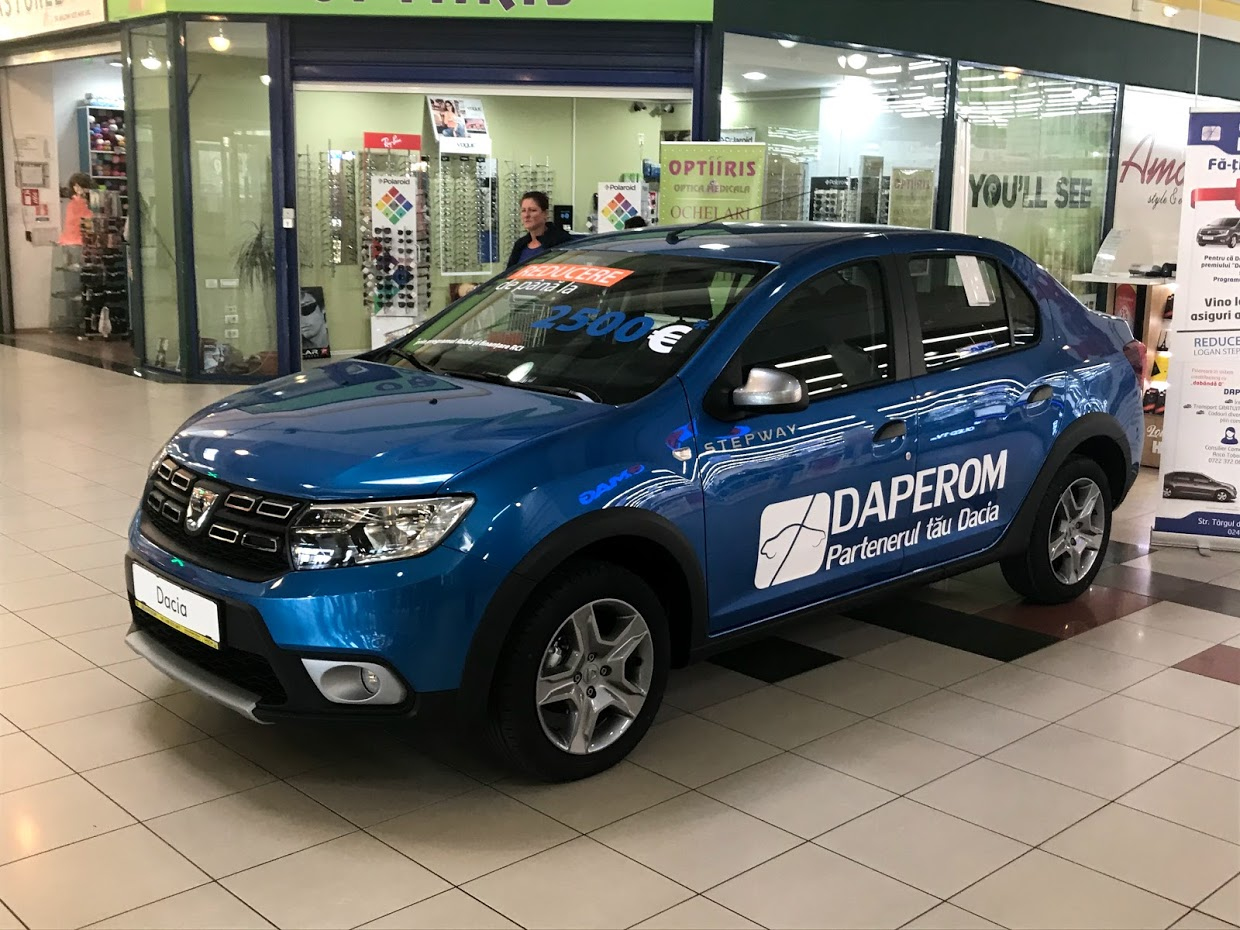
Dacia Logan Stepway

En 2018, Renault lance une version Stepway de la Dacia Logan berline en Russie, puis en Amérique du Sud. Une version badgée Dacia est également commercialisée en Roumanie. En 2019, Renault lance la version restylée.
En 2014, 309 549 Logan ont été produites, 210 948 Renault et 98 601 Dacia.

## Finitions
- Logan
- Access
- Ambiance
- Essentiel (2019)
- Confort
- Lauréate
- Prestige
- Stepway (Logan MCV uniquement)

### Séries spéciales
- Explorer
- Advance
- Anniversaire 10 ans
- Stepway Techroad (Logan MCV uniquement)
- Anniversaire 15 ans (Logan MCV uniquement)